# Omoadiphas texiguatensis
Omoadiphas texiguatensis är en ormart som beskrevs av McCranie och Castañeda 2004. Omoadiphas texiguatensis ingår i släktet Omoadiphas och familjen snokar. Inga underarter finns listade i Catalogue of Life.
Arten förekommer i en mindre region i norra Honduras. Den lever i en bergstrakt som ligger cirka 1700 meter över havet. Regionen är täckt av molnskog. Omoadiphas texiguatensis gräver i lövskiktet eller i det översta jordlagret.
Intensivt skogsbruk och skogens omvandling till jordbruksmark hotar beståndet. IUCN listar Omoadiphas texiguatensis som akut hotad (CR).